# Histjärnen
Histjärnen är en sjö i Leksands kommun i Dalarna och ingår i Dalälvens huvudavrinningsområde. Sjön har en area på 0,203 kvadratkilometer och ligger 222,2 meter över havet. Sjön avvattnas av vattendraget Skivssån.

## Delavrinningsområde
Histjärnen ingår i det delavrinningsområde (673489-146554) som SMHI kallar för Mynnar i Insjön. Medelhöjden är 290 meter över havet och ytan är 22,26 kvadratkilometer. Det finns ett avrinningsområde uppströms, och räknas det in blir den ackumulerade arean 35,41 kvadratkilometer. Skivssån som avvattnar avrinningsområdet har biflödesordning 2, vilket innebär att vattnet flödar genom totalt 2 vattendrag innan det når havet efter 266 kilometer. Avrinningsområdet består mestadels av skog (81 procent). Avrinningsområdet har 0,2 kvadratkilometer vattenytor vilket ger det en sjöprocent på 0,9 procent.